# Piattaforma di ghiaccio Abbot
La piattaforma di ghiaccio Abbot (72° 45′ S, 96° 00′ W) è una piattaforma glaciale lunga 400 km e larga 60 che costeggia la costa di Eights dal capo Waite a punta Pfrogner, nella Terra di Ellsworth, in Antartide. Lungo il lato settentrionale della metà occidentale di questa piattaforma è situata l'isola Thurston, altre isole parzialmente o interamente situate all'interno di questa piattaforma sono l'isola Sherman, l'isola Carpenter, l'isola Dustin, l'isola Johnson, l'isola McNamara, l'isola Farwell e l'isola Dendtler.

## Storia
La piattaforma fu vista per la prima volta da alcuni membri dello U. S. Antarctic Service (USAS) in volo dalla nave Bear nel febbraio 1940 e la sua porzione occidentale fu delineata sulla base di fotografie aeree scattate dalla Marina militare degli Stati Uniti d'America (USN) durante l'operazione Highjump nel 1946-1947. L'intera superficie fu infine mappata nel 1966 dallo United States Geological Survey (USGS) sempre grazie a rilevamenti e fotografie aeree della USN.
L'attuale toponimo le fu assegnato dal Comitato consultivo dei nomi antartici (in inglese: Advisory Committee on Antarctic Names, US-ACAN) in onore del retroammiraglio James Lloyd Abbot, Jr. (1918–2012) , Ufficiale Comandante della forza di supporto navale degli Stati Uniti in Antartide da febbraio 1967 a giugno 1969.